# Gaetano Minnucci

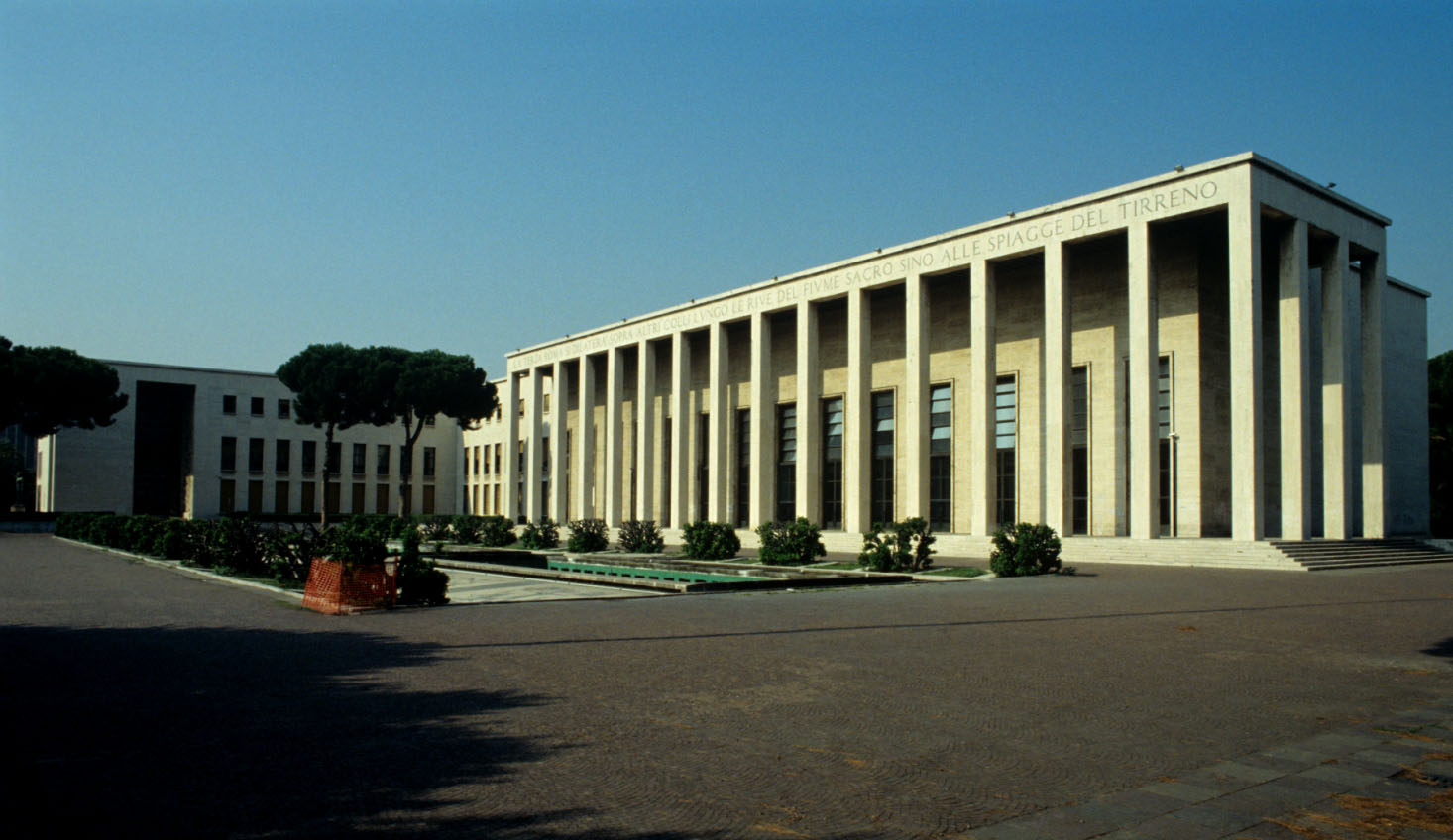
Palazzo degli Uffici lato piazzale delle fontane in una foto del 13 settembre 1992.

Gaetano Minnucci (Macerata, 10 marzo 1896 – Roma, 1º maggio 1980) è stato un ingegnere e architetto italiano.

## Biografia

La casa GIL a Monte Sacro (Roma, 1935).

Laureatosi a Roma in ingegneria nel 1920, dopo aver praticato la professione dal 1921 al 1930, nel 1931 si iscrisse all'albo degli architetti. Nel 1921 aveva conosciuto a Senigallia la pittrice olandese Iete van Beuge che diverrà sua moglie. Da quel momento iniziò a frequentare i Paesi Bassi, soggiornò all'Aia nel 1921, e si recò nei Paesi Bassi per lunghi periodi fra il 1923 e il 1926, dove stabilì rapporti di amicizia con Willem Marinus Dudok e J. J. P. Oud. Nel 1925 partecipò al congresso internazionale per il piano regolatore di Amsterdam.
Studiò l'architettura olandese e le sue tecniche e tra il 1924 e il 1926 fece diverse pubblicazioni in Italia sulle sue esperienze progettuali. Nel 1926 progettò la casa unifamiliare di via Carini a Roma dove sono leggibili le influenze dell'architettura olandese del tempo. Questa casa fu tra le poche opere contemporanee costruite citate come esempio nel Manifesto del Razionalismo italiano del Gruppo 7.
Nel 1928 è tra gli organizzatori della "Prima Esposizione Italiana d'Architettura Razionale", tenutasi a Roma.
Dal 1928 al 1934 fu redattore nella rivista sindacale degli ingegneri dal 1928 al 1934 e nella rivista sindacale degli architetti (Architettura) dal 1932 al 1935; sempre in quegli anni collaborò con l'Enciclopedia Italiana compilando diverse voci per l'architettura tecnica.
Nel 1933-34 su suo progetto vengono realizzati gli edifici della Caserma per la legione universitaria (con Eugenio Montuori) demolito e il Dopolavoro e Teatro Ateneo alla Città Universitaria di Roma.
Il suo progetto per il Palazzo degli Uffici, destinato a ospitare tutti i servizi sia tecnici che amministrativi e la direzione generale dell'Esposizione Universale di Roma E42, fu approvato da una commissione composta da Marcello Piacentini, Cipriano Efisio Oppo, Enrico Del Debbio, Salatino, Bonomi e Caffarelli. Costruito dal fido collaboratore Pietro Ferri, sarà il primo edificio ad essere realizzato per il futuro quartiere dell'EUR. I lavori per lo scavo delle fondamenta iniziano nel dicembre del 1937 e in poco meno di due anni la costruzione è ultimata.
Dal 1939 al 1962 professore ordinario di Elementi costruttivi nella Facoltà di Architettura di Roma.

## Scritti
Gaetano Minnucci, L'abitazione moderna popolare nell'architettura contemporanea olandese, 1ª ed., Roma, Libreria di scienze e lettere, 1926, SBN UFI0000059.

## Opere
- Casa unifamiliare di via Carini, Roma 1926.
- Collegio navale "Niccolò Tommaseo" di Brindisi 1934-37.
- Casermetta per la Milizia, Città universitaria di Roma (insieme a Eugenio Montuori)[2] 1934.
- Dopolavoro e Circolo del Littorio, Città universitaria di Roma[2] 1934.
- Casa della GIL a Monte Sacro, Roma 1935-36.
- Palazzo del Ministero della Marina mercantile all'EUR, Roma con G. Cigni 1958-67.
- La centrale idroelettrica di Castel Giubileo, Roma 1948-50.
- Chiesa del Santissimo Crocifisso al Rione Archi di Ancona 1946-50.
- Mercato ittico di Ancona, 1948.
- Palazzo degli Uffici finanziari ad Ancona, con G. Cigni 1955-57.
- Policlinico Agostino Gemelli dell'Università Cattolica al Trionfale, Roma con G. Cigni 1962-64.
- Facoltà di Economia e Commercio dell'Università di Roma 1961.